# Fabien Pelous
Pour les articles homonymes, voir Pelous.

a Compétitions nationales et continentales officielles uniquement.

b Matchs officiels uniquement.
Fabien Pelous, né le 7 décembre 1973 à Toulouse, est un joueur international français de rugby à XV, évoluant au poste de deuxième ligne.
Formé à l'UA Saverdun en Ariège, il joue au Stade toulousain de 1997 à 2009, après des débuts avec le SC Graulhet et deux saisons à l'US Dax.
Avec le record de sélections en équipe de France (118 capes), il détient le palmarès le plus fourni du rugby français. Il remporte notamment trois championnats de France (1999, 2001 et 2008), deux coupes d'Europe (2003 et 2005) et cinq Tournoi des Cinq ou Six Nations (1997, 1998, 2002, 2004 et 2006). Jusqu'en juin 2014, il détient aussi le record du nombre de capitanats avec l'équipe de France (42 brassards), finalement dépassé par Thierry Dusautoir.

## Biographie
Né le 7 décembre 1973 à Toulouse, Fabien Pelous grandit à Gibel (proche de Mazères et Nailloux). Ses parents sont agriculteurs et métayers chez André Trigano. Pendant sa formation scolaire, il étudie notamment à l'université Toulouse-III-Paul-Sabatier.

### Carrière
Formé à Saverdun, puis passé à Graulhet et à Dax, c'est au Stade toulousain que Fabien Pelous remporte ses plus grands trophées et se forge l'un des plus beaux palmarès du rugby français. Triple champion de France en 1999, 2001 et 2008, il gagne aussi la Coupe d'Europe de rugby à XV en 2003 et 2005.

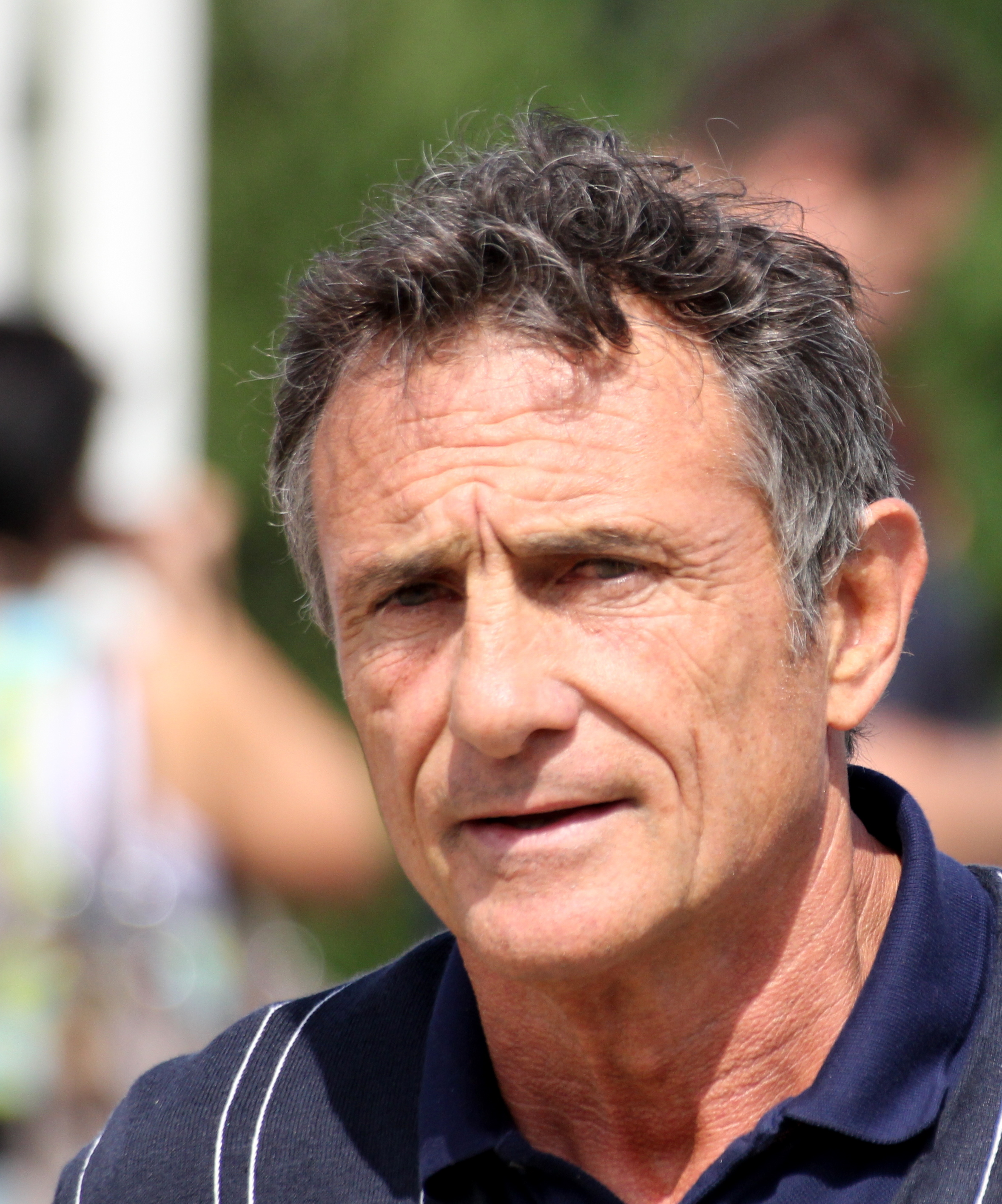
Guy Novès, ici en 2011, est l'entraîneur de Fabien Pelous au Stade toulousain de 1997 à 2009.

Il honore sa première cape internationale en équipe de France le 17 octobre 1995 contre l'équipe de Roumanie (victoire 52 à 8) et marque un essai à l'occasion. Souvent sélectionné comme troisième ligne centre à ses débuts, il se fixe progressivement en seconde ligne. Il participe aux tournées en Argentine en 1996, en 1998 et en 2002, en Australie en 1997 et 2002, en Nouvelle-Zélande en 1999, aux États-Unis et au Canada en 2004, et en Roumanie et Afrique du Sud en 2006.
Le 24 mai 2003, il est capitaine du Stade toulousain, associé en deuxième ligne à David Gérard, en finale de la Coupe d'Europe au Lansdowne Road de Dublin face à l'USA Perpignan. Les toulousains s'imposent 22 à 17 face aux catalans et deviennent ainsi champions d'Europe. La saison suivante, il est de nouveau le capitaine lors de la finale de la Coupe d'Europe qui se déroule cette fois au Stade de Twickenham à Londres face aux London Wasps. Il est titularisé en deuxième ligne avec Trevor Brennan. Les Anglais l'emportent 27 à 20, à la suite d'une erreur de Clément Poitrenaud, empêchant les toulousains de gagner un deuxième titre consécutif.
En 2005, ils arrivent à se qualifier une troisième fois consécutive en finale de Coupe d'Europe face au Stade français. Il est de nouveau capitaine et titulaire, associé cette fois à Romain Millo-Chluski, puis remplacé à la 44e minute par Jean Bouilhou (Trevor Brennan prend alors sa place deuxième ligne). Les haut-garonnais sont de nouveau champion d'Europe en s'imposant 12 à 18 après prolongation.

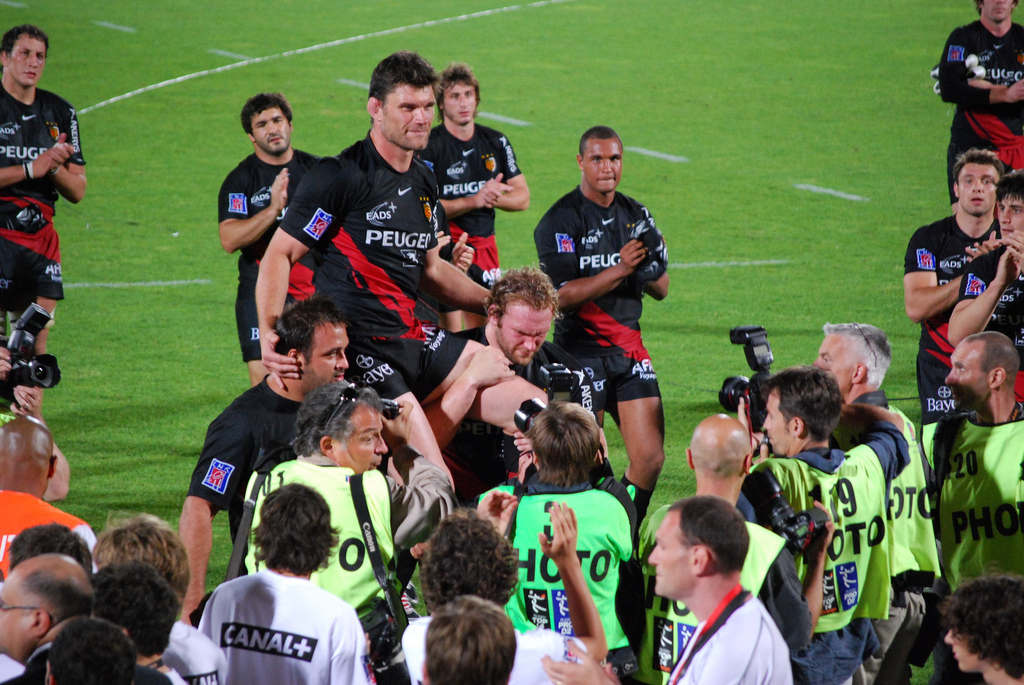
Fabien Pelous, capitaine du Stade toulousain, porté par ses partenaires pour un tour d'honneur lors de son dernier match

En 2003, après la retraite internationale de Fabien Galthié, il devient le capitaine du XV de France. Il honore ce capitanat en remportant le Grand Chelem lors du Tournoi des Six Nations 2004. Il compte à son actif quatre Grand Chelems (1997, 1998, 2002, 2004) ce qui constitue également un record en France. En 2007, souvent blessé, il partage son capitanat avec le talonneur Raphaël Ibañez. La Coupe du monde 2007 est sa dernière grande compétition avec le XV de France. 
Il est le joueur le plus capé avec 118 sélections, record français. Il cumule 42 capitanats, ce qui est alors aussi le record pour un Français. Celui-ci, qu'il détient de 2006 à 2014, est ensuite dépassé par Thierry Dusautoir. Il prend sa retraite internationale le 7 novembre 2007.
En mars 2009, il est invité avec les Barbarians français pour jouer un match contre le XV du président, sélection de joueurs étrangers évoluant en France, au Stade Ernest-Wallon à Toulouse. Il est le capitaine de l'équipe à l'occasion de ce match. Les Baa-Baas s'inclinent 26 à 33.
Fabien Pelous annonce sa retraite le 23 avril 2009.

### Activités après sa retraite sportive

#### Manager puis directeur sportif (2010-2017)
En juin 2010, il gère la réserve de l'équipe nationale française, dite équipe de France A, entraînée par Olivier Magne et Philippe Agostini, et alors en lice dans la Churchill Cup.
En 2011, il a également passé une maîtrise de manager général de club sportif professionnel, à l'Université de Limoges (6e promotion du département Centre de droit et d'économie du sport), en ayant obtenu son mémoire de fin d'études au sein du club du Colomiers rugby.
De 2012 à 2015, il manage l'équipe de France des moins de 20 ans (entraîné par Didier Retière puis Olivier Magne et Gérald Bastide), et participe à la Coupe du monde au mois de juin. Sous sa direction, l'équipe remporte le Tournoi des Six Nations 2014 et réalise en 2015 son meilleur classement en Coupe du monde, quatrième (performance déjà réalisé en 2011).
En décembre 2014, après 3 années de pratique intensive, Fabien Pelous devient ceinture noire de judo et obtient donc son 1er dan. Il est la 100e ceinture noire de judo formée dans le Judo Club Montastruc (JCM).
En 2015, à la suite du départ de Guy Novès du Stade toulousain pour rejoindre le XV de France, il est nommé directeur sportif du club. Il est associé à Ugo Mola, nommé entraîneur principal. Les deux hommes remplacent Guy Novès qui endossait lui la double casquette de manager général et entraîneur principal.
En 2017, il quitte son poste de directeur sportif, le nouveau président Didier Lacroix souhaitant être en lien direct avec l'encadrement de l'équipe professionnelle. Il reste alors au Stade toulousain mais pour travailler sur un projet innovant pour la formation du club. Il travaille en particulier sur la tranche d'âge entre le collège et le centre de formation.

#### Consultant sportif (2009-2015)

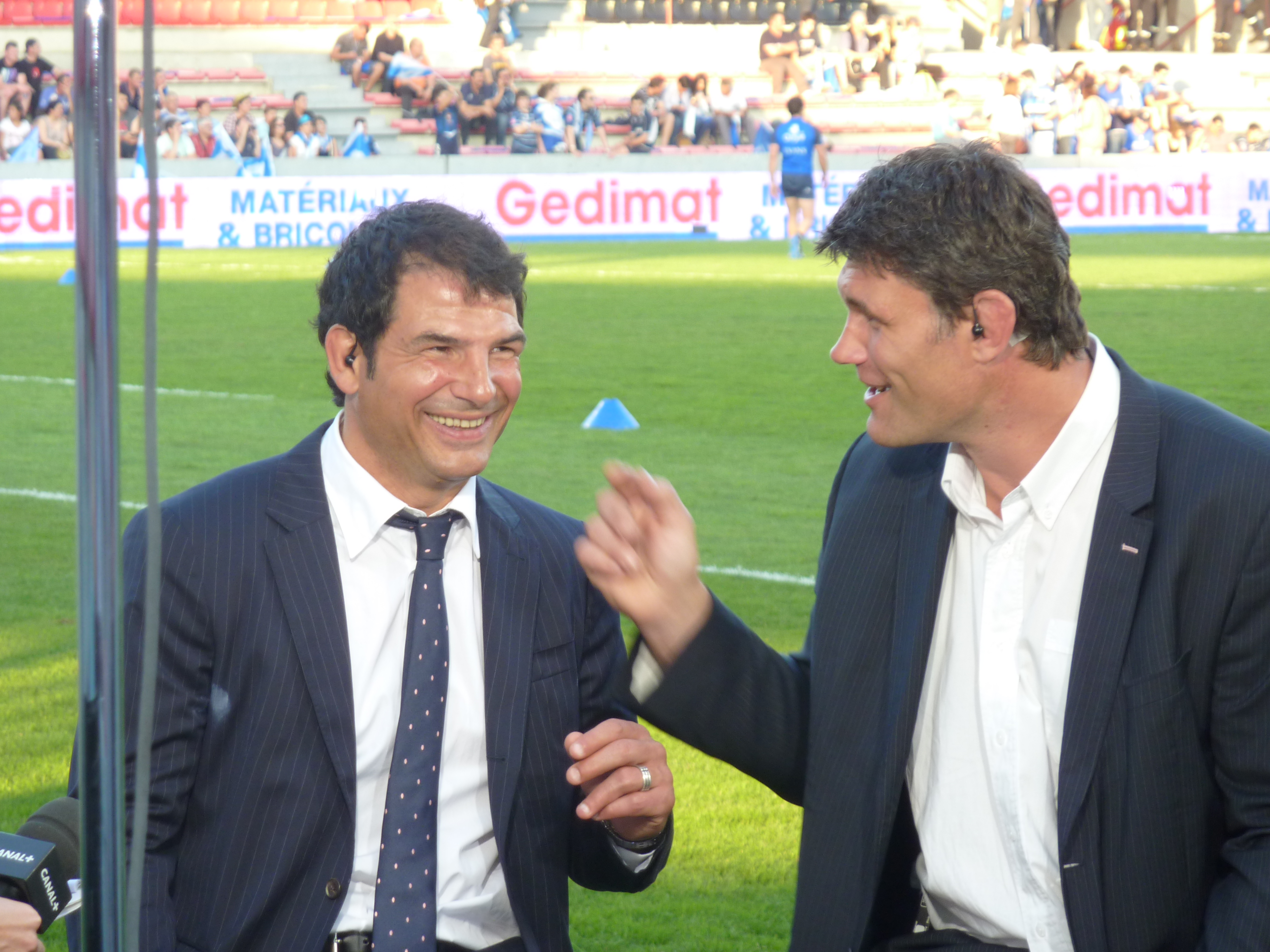
Marc Lièvremont et Fabien Pelous au Stade Ernest-Wallon pour Canal+ lors du match Castres-Montpellier le 25 mai 2012.

De 2009 à 2015, il est consultant rugby pour Canal+, il commente des matchs et participe régulièrement à l'émission Les Spécialistes rugby diffusé sur Canal+ Sport. Lors des coupes du monde 2011 et 2015, il participe à l'émission Jour de Coupe du monde.

#### Comité directeur de la FFR (2008-2020)
Fabien Pelous est membre du comité directeur de la Fédération française de rugby de 2008 à 2020.
En 2008 et 2012, il soutient Pierre Camou et fait partie de sa liste pour intégrer le comité directeur. Lors des deux élections, la liste de Pierre Camou est la seule candidate. Fabien Pelous est donc logiquement élu en 2008 puis réélu en 2012. En 2012, il devient membre élu associé rattaché au vice-président Haut-Niveau, chargé du Haut-Niveau Jeunes.
En novembre 2016, il est de nouveau membre de la liste menée par Pierre Camou pour intégrer le comité directeur de la FFR. Lors de l'élection du nouveau comité directeur, le 3 décembre 2016, la liste menée par Bernard Laporte obtient 52,6 % des voix, soit 29 sièges, contre 35,28 % des voix pour Pierre Camou (six sièges) et 12,16 % pour Alain Doucet (deux sièges). Fabien Pelous conserve sa place au comité directeur mais c'est Bernard Laporte qui est élu à la présidence de la FFR. Fabien Pelous est d'ailleurs le seul parmi les 37 membres du comité directeur à voter contre Bernard Laporte lors du choix du président au sein du comité directeur.
En 2019, il participe à un groupe de travail pour préparer le renouvellement du comité directeur de la Fédération française de rugby en octobre 2020. Celui-ci rassemble des dirigeants issues du monde amateur et d'anciens internationaux comme Serge Blanco, Jean-Claude Skrela ou Jean-Marc Lhermet. Le 25 juin 2019, ce groupe annonce que Florian Grill, président de la Ligue régionale Île-de-France de rugby, sera à la tête de la liste d'opposition qui se présentera face à la gouvernance actuelle. Fabien Pelous est présent en 14e position sur la liste candidate. La liste Grill obtient 9 sièges et Fabien Pelous n'est pas réélu au sein du comité directeur.

## Palmarès

### Joueur

#### En club
Avec le Stade toulousain
- Championnat de France :

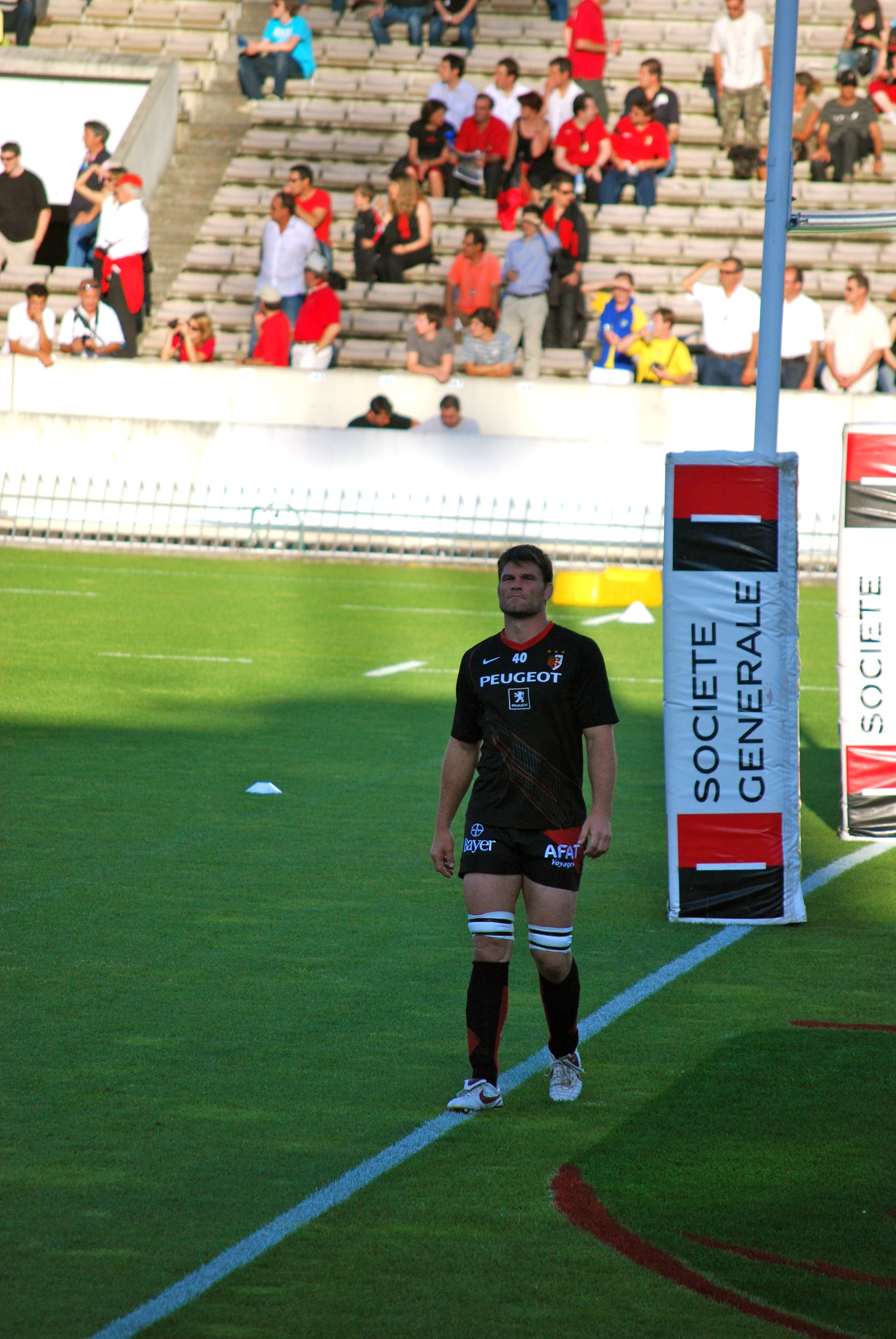
Pelous lors de la demi-finale Toulouse-Clermont de Top 14 en 2009.

  - Vainqueur (3) : 1999, 2001 et 2008
  - Finaliste (2) : 2003 et 2006
- Coupe d'Europe : 
  - Vainqueur (2) : 2003 et 2005
  - Finaliste (2) : 2004 et 2008
- Coupe de France : 
  - Vainqueur (1) : 1998
- Trophée des champions :
  - Vainqueur (1) : 2001

Avec le SC Graulhet
- Challenge de l'Espérance :
  - Vainqueur (2) : 1994 et 1995
- Coupe André Moga : 
  - Vainqueur (1) : 1994

#### En équipes nationales

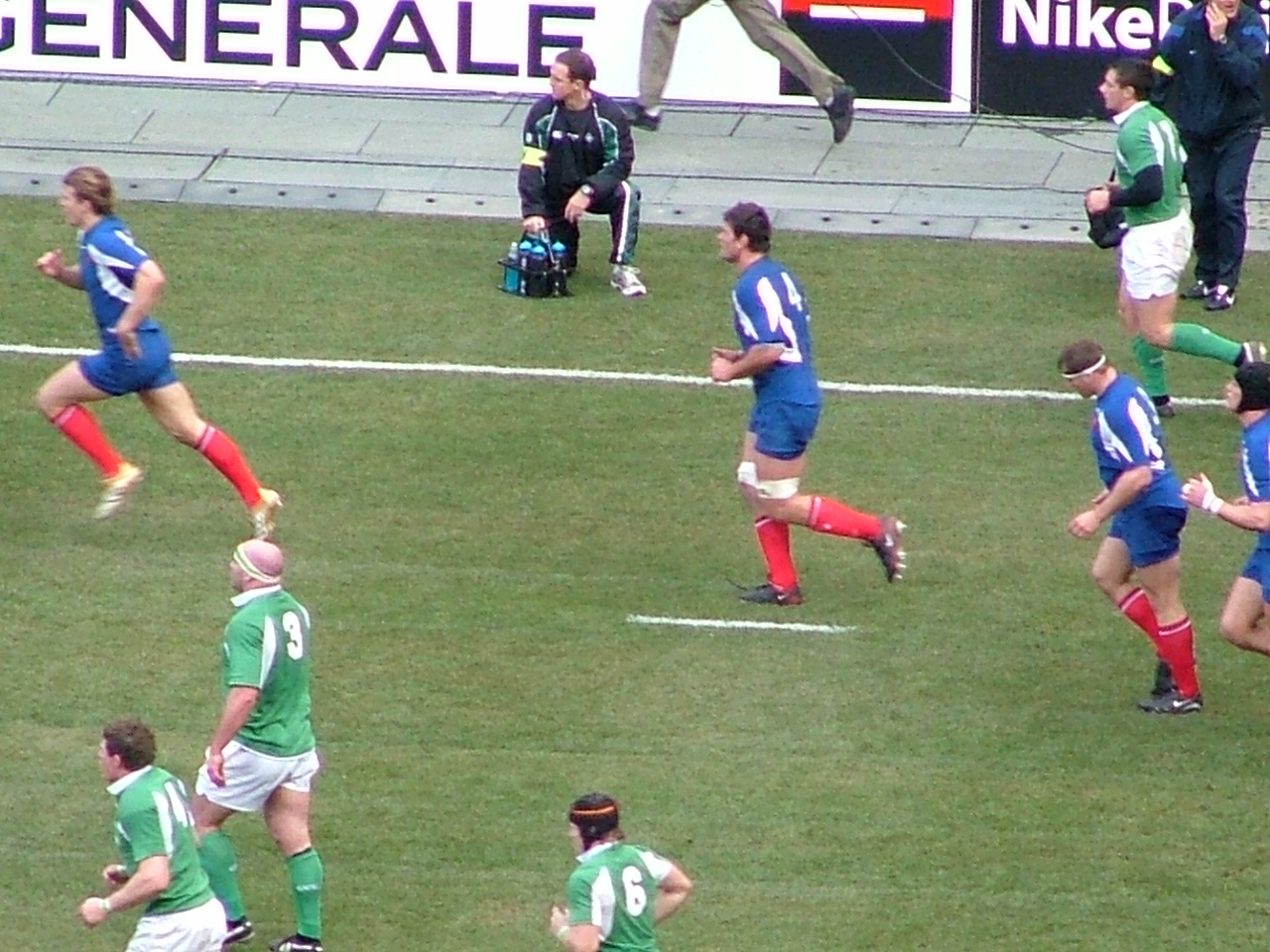
De gauche à droite : Aurélien Rougerie, Fabien Pelous et Pieter de Villiers lors de France-Irlande 2006

- 118 sélections en équipe de France durant 12 ans (débuts en 1995 (coupe latine), arrêt le 13 octobre 2007 après sa demi-finale de coupe du monde) - 106 comme titulaire, et 12 comme remplaçant (87 victoires pour 31 défaites)
- Sélections par année : 4 en 1995, 9 en 1996, 13 en 1997, 9 en 1998, 13 en 1999, 8 en 2000, 5 en 2001, 11 en 2002, 14 en 2003, 10 en 2004, 6 en 2005, 8 en 2006, 5 en 2007
- 8 essais (40 points)
- Champion du monde universitaire : 1996[24]
- Vainqueur de la coupe Latine : 1995 (en Argentine), 1997 (en Armagnac-Bigorre)
- Vainqueur des Jeux méditerranéens de 1993 (en Languedoc-Roussillon)[25]
- Champion du monde FIRA : 1992 (amateur, à Madrid)

##### Tournoi
- Tournoi des Cinq / Six Nations disputés : 1996, 1997, 1998, 1999, 2000, 2001, 2002 (équipe lauréate du Prix Emmanuel Rodocanacchi de Meilleure équipe sportive française pour l'année écoulée par l'Académie des sports[26]), 2003, 2004, 2005, 2006
- Vainqueur du tournoi des Cinq / Six Nations (5) : 1997, 1998, 2002, 2004, 2006
- Grand chelem (4) : 1997, 1998, 2002, 2004 (capitaine cette année-là) (4 : seul joueur avec Olivier Magne)

| Édition           | Rang | Résultats France | Résultats Fabien Pelous | Matchs Fabien Pelous |
| ----------------- | ---- | ---------------- | ----------------------- | -------------------- |
| Cinq Nations 1996 | 3    | 2 v, 0 n, 2 d    | 2 v, 0 n, 1 d           | 3/4                  |
| Cinq Nations 1997 | 1    | 4 v, 0 n, 0 d    | 4 v, 0 n, 0 d           | 4/4                  |
| Cinq Nations 1998 | 1    | 4 v, 0 n, 0 d    | 4 v, 0 n, 0 d           | 4/4                  |
| Cinq Nations 1999 | 5    | 1 v, 0 n, 3 d    | 0 v, 0 n, 3 d           | 3/4                  |
| Six Nations 2000  | 2    | 3 v, 0 n, 2 d    | 3 v, 0 n, 2 d           | 5/5                  |
| Six Nations 2001  | 5    | 2 v, 0 n, 3 d    | 2 v, 0 n, 3 d           | 5/5                  |
| Six Nations 2002  | 1    | 5 v, 0 n, 0 d    | 5 v, 0 n, 0 d           | 5/5                  |
| Six Nations 2003  | 3    | 3 v, 0 n, 2 d    | 3 v, 0 n, 2 d           | 5/5                  |
| Six Nations 2004  | 1    | 5 v, 0 n, 0 d    | 5 v, 0 n, 0 d           | 5/5                  |
| Six Nations 2005  | 2    | 4 v, 0 n, 1 d    | 4 v, 0 n, 1 d           | 5/5                  |
| Six Nations 2006  | 1    | 4 v, 0 n, 1 d    | 4 v, 0 n, 1 d           | 5/5                  |

Légende : v = victoire ; n = match nul ; d = défaite ; la ligne est en gras quand il y a grand chelem.

##### Coupe du monde

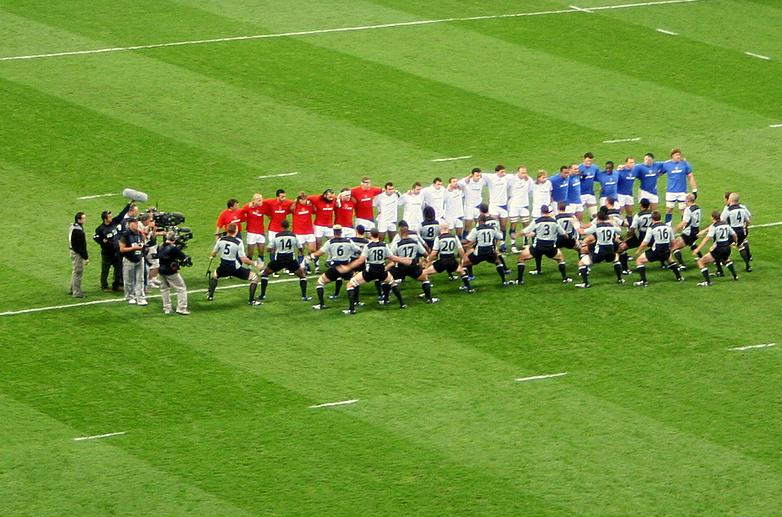
Quart-de-finale France - All Blacks en 2007.

| Édition          | Rang      | Résultats France | Résultats Fabien Pelous | Matchs Fabien Pelous |
| ---------------- | --------- | ---------------- | ----------------------- | -------------------- |
| Royaume-Uni 1999 | Finaliste | 5 v, 0 n, 1 d    | 4 v, 0 n, 1 d           | 5/6                  |
| Australie 2003   | Quatrième | 5 v, 0 n, 2 d    | 4 v, 0 n, 2 d           | 6/7                  |
| France 2007      | Quatrième | 4 v, 0 n, 3 d    | 3 v, 0 n, 2 d           | 5/7                  |

Légende : v = victoire ; n = match nul ; d = défaite.

### Entraîneur
- Grand Chelem dans le Tournoi des Six Nations des moins de 20 ans 2014

## Statistiques

### En équipe nationale
Depuis sa première sélection en 1995, Fabien Pelous dispute 118 matchs avec l'équipe de France au cours desquels il marque 8 essais (40 points). Il participe notamment à dix Tournoi des Six Nations et à trois Coupes du monde (1999, 2003 et 2007) pour un total de seize rencontres disputées en trois participations,.

### Distinctions personnelles
- Recordman d'Europe du nombre de sélections nationales le 16 septembre 2007 (118), devant l'anglais Jason Leonard (114) (uniquement dépassé au niveau mondial par l'australien George Gregan (139))
- Recordman du nombre de sélections en équipe de France depuis le 18 août 2007 (112, alors devant Philippe Sella)
- Recordman mondial au poste de deuxième ligne
- Ancien recordman de France du nombre de capitanats (42) de 2006 à 2014 (dépassé par Thierry Dusautoir)
- Oscar du Midi olympique : 
  -  Or : 1999, 2004
  -  Argent : 2003
  -  Bronze : 2000
- Élu meilleur joueur français de l'année par la chaîne de télévision France 2 en 1999
- Participation à 11 tournois des cinq/six nations consécutifs, de 1996 à 2006 (49 matchs)
- Participation à 12 éditions consécutives de la coupe d'Europe, de 1998 à 2009 (record européen)
- Vainqueur au moins une fois de toutes les grandes nations du rugby
- A rencontré 18 nations différentes en matches internationaux (et les a toutes battues au moins une fois, sauf les Tonga[28])
- Fait partie du XV de rêve de la Sixième Nuit du rugby en 2009.
- En 2016, le site Rugbyrama le classe cinquième parmi les 10 meilleurs joueurs de l'histoire du Stade toulousain[29].
- Membre du Temple de la renommée World Rugby depuis 2017

## Reconnaissance et popularité
La nuit suivant la finale de la Coupe du monde 2007, il reçut l'IRPA Special Merit Award, lors de la soirée de gala de l'International Rugby Players' Association Special Merit Award, organisée par l'IRB.
Il fait partie, selon un article du quotidien britannique The Times publié en 2006, des dix joueurs français de rugby « les plus effrayants »,.
Il a publié son autobiographie sous le titre 118 vies (éditions Prolongations, le 14 octobre 2009), l'hebdo Rugby no 3 du 16 mars 2006 lui ayant également consacré un long article l'âme des guerriers.
En mai 2010, il figure sur la « Dream Team » européenne de l'European Rugby Cup (ERC), à savoir la meilleure équipe-type des compétitions des clubs européens au cours des 15 dernières années.
Il est nommé chevalier de la Légion d'honneur par décret du 22 avril 2011,.

## Revenus, collaborations et activités en dehors du rugby

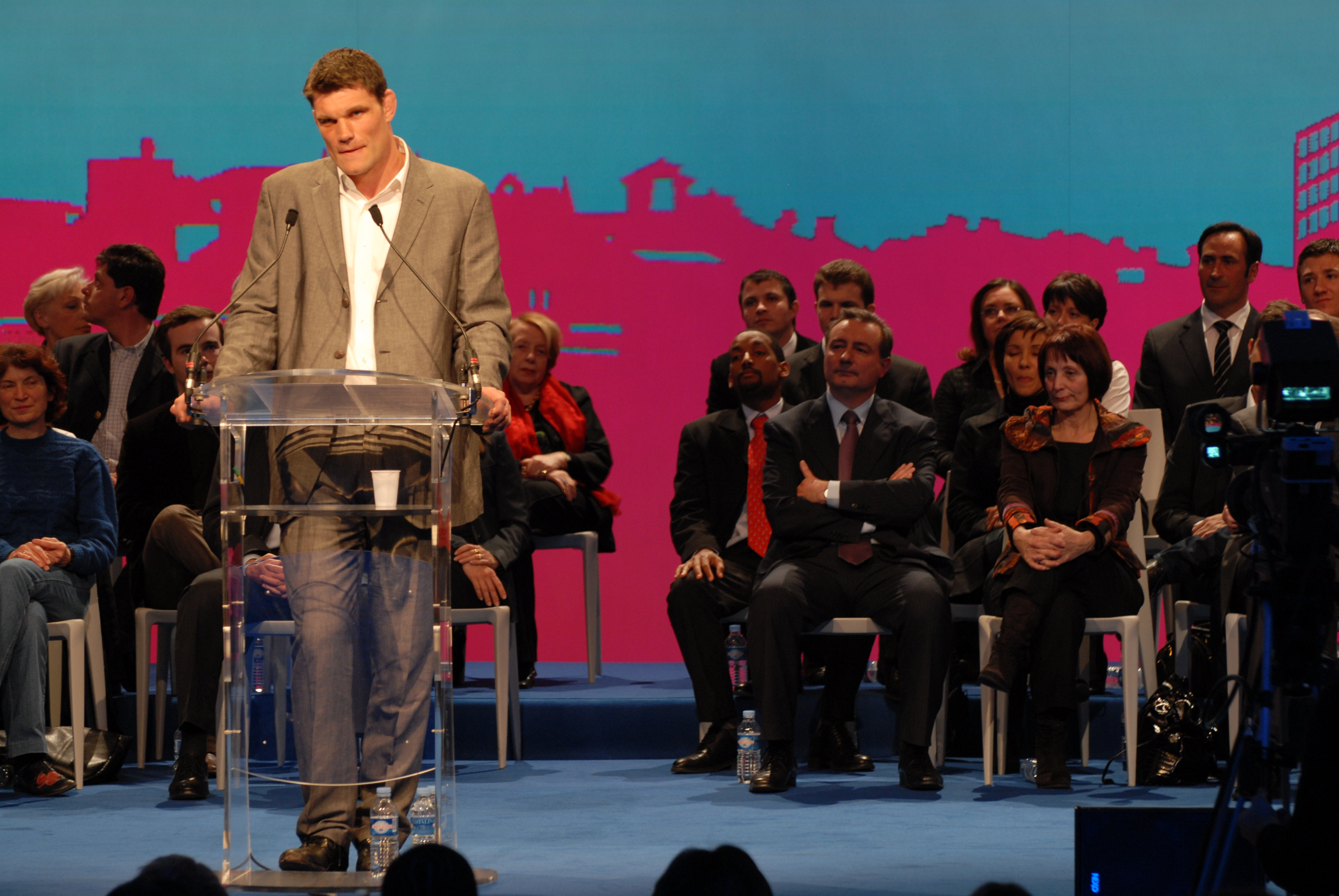
Fabien Pelous en 2008 lors d'un meeting de la liste de Jean-Luc Moudenc pour les élections municipales.

Il est le parrain de l'association Un maillot pour la vie en faveur des enfants hospitalisés. Il s'est également engagé avec la Fondation du Sport. Il a notamment participé à la réalisation de films courts dans le cadre du programme « Bien manger, c'est bien joué », un programme d'éducation nutritionnelle et de sensibilisation à la pratique de l'activité physique pour les enfants.
Aux élections municipales de 2008 à Toulouse, intéressé par un poste de maire-adjoint chargé des sports, il est candidat sur la liste du maire sortant Jean-Luc Moudenc (UMP). La liste est battue et il n'intègre pas le conseil municipal. Il affirmera par la suite avoir intégré cette liste par l'intermédiaire du président du Stade toulousain René Bouscatel, lui aussi sur la liste.
En 2011, il obtient une licence de pilote d'hélicoptère. Il est par ailleurs copropriétaire de l'hôtel Mercure de Saint-Lary-Soulan, et est propriétaire d'un restaurant, le Club 15, centré sur le thème du rugby à Nailloux (au Village des Marques -ou Nailloux Fashion Village-, inauguré le 21 novembre 2011, tout proche du lieu de son enfance à Gibel).
Il apparaît dans le film Le fils à Jo de Philippe Guillard sorti en 2011 notamment lors de la scène du repas de noces avec Guy Novès.
Aux élections municipales de 2020, il est élu conseiller municipal de Garidech en Haute-Garonne, en étant candidat sur l'unique liste « Garidech Avenir » menée par le maire sortant Christian Ciercolès,.
En 2023, il interprète le rôle de Patrick Delmas, le président du club local de rugby assassiné et au passé trouble dans le téléfilm Meurtres à Montauban de Muriel Aubin.